# Albert Jan van Rees
Albert Jan van Rees (Oosterbeek, 16 maart 1974) is een Nederlands regisseur en acteur.

## Levensloop
In 1994 werd Van Rees toegelaten tot de Nederlandse Film en Televisie Academie, waar hij vier jaar later afstudeerde. Vervolgens ging hij aan de slag als regisseur bij de VARA. Daarna heeft Van Rees verschillende televisieprogramma's geregisseerd. In 2008 regisseerde hij zijn eerste toneelstuk, de kerstmusical Sneeuwwitje van Oranje. Vanaf 2015 deed Van Rees mee aan het televisieprogramma Foute Vrienden. Hij figureerde en had bijrollen in enkele films en series.

## Filmografie

### Regie
| Jaar                     | Serie/film            | Opmerking                              |
| ------------------------ | --------------------- | -------------------------------------- |
| 2008-2020                | Toren C               |                                        |
| 2013, 2015, 2019 en 2021 | Sluipschutters        |                                        |
| 2016                     | Adios Amigos          |                                        |
| 2017-heden               | Klem (televisieserie) |                                        |
| 2018                     | Doris                 |                                        |
| 2018                     | De regels van Floor   | tevens gastrol in aflevering "Gedicht" |
| 2019                     | Het irritante eiland  |                                        |
| 2022                     | Tot zonsondergang     |                                        |

### Acteur
| Jaar        | Serie/film               | Rol                         | Opmerking |
| ----------- | ------------------------ | --------------------------- | --------- |
| 2008 - 2020 | Toren C                  | werknemer kantoor           |           |
| 2015-2019   | Foute Vrienden           | een van de vaste deelnemers |           |
| 2019        | Het irritante eiland     | bediende                    |           |
| 2023        | Bon Bini: Bangkok Nights | Roy                         |           |